# Фриц, Франциска
Франциска Фриц (нем. Franziska Fritz; род. 3 января 1991, Хильдбургхаузен) — немецкая бобслеистка.

## Карьера
Начала заниматься лёгкой атлетикой, затем в 2009 году перешла в бобслей, где стала разгоняющей. 
В ноябре 2010 года дебютировала на Кубке Европы, вместе с пилотом Мириам Вагнер в соревнованиях они заняли итоговое 5-е место. Год спустя, в ноябре 2011 года, вместе с Вагнер впервые в карьере заняла третье место, а затем она выиграла два заезда подряд.
Сезон 2012/13 стал прорывным в её карьере, поскольку в соревнованиях двоек они вместе с Вагнер дважды финишировали первыми и пять раз вторыми на этапах Кубка Европы. В январе 2013 года участвовала на своём первом чемпионате мира, где в соревнованиях двоек заняли седьмое место.
В январе 2014 года впервые в карьере выиграла этап в Винтерберге на Кубке мира по бобслею с пилотом Сандрой Кирасис.  В феврале того же года вместе с Кирасис участвовала на Олимпийских играх 2014 года в заняла соревнованиях двоек, на котором они заняли 5-е место.
В январе 2017 года на Кубке Европы в соревнованиях двоек вместе с пилотом Анной Кёллер два раза подряд они были вторыми.